# Pallavolo Ostiano
La Pallavolo Ostiano è stata una società pallavolistica femminile italiana con sede a Ostiano.

## Storia
La Pallavolo Ostiano esordisce in Serie B2 nella stagione 2000-01, categoria nella quale milita per quattro annate consecutive fino a quando nella stagione 2003-04, dopo aver concluso la regualar season al terzo posto, partecipa per la prima volta ai play-off promozione, vincendoli ed ottenendo la promozione in Serie B1.
Dopo una prima annata anonima nella terza divisione del campionato italiano, nella stagione successiva sfiora la promozione in Serie A2 perdendo la finale dei play-off contro la Farnesiana Piacenza: tuttavia riesce nell'impresa nell'annata 2006-07 quando si assicura la partecipazione ai play-off dopo il primo posto in regular season, vincendo la serie finale.
Esordisce nella Serie A2 nella stagione 2007-08 ottenendo la salvezza con un dodicesimo posto in classifica, mentre in Coppa Italia non va oltre la prima fase a gironi: concluse le competizioni la società decide di ritirare la squadra dalle attività agonistiche.